# Saint-Cyr-de-Valorges
Saint-Cyr-de-Valorges település Franciaországban, Loire megyében. Lakosainak száma 311 fő (2022. január 1.). Saint-Cyr-de-Valorges Machézal, Violay, Chirassimont, Sainte-Colombe-sur-Gand és Joux községekkel határos.

## Népesség
A település népessége az elmúlt években az alábbi módon változott:
| Lakosok száma | 383  | 313  | 277  | 334  | 324  | 306  | 304  | 311  | 310  | 311  |
|               | 1968 | 1982 | 1990 | 2006 | 2013 | 2015 | 2017 | 2019 | 2020 | 2022 |